# Lando Norris
Lando Norris (Glastonbury, Engleska, Ujedinjeno Kraljevstvo, 13. studenog 1999.) je britanski vozač Formule 1 za momčad McLaren. Godine 2015. osvojio je naslov u MSA Formula prvenstvu, a 2016. naslove u Eurocup Formuli Renault 2.0, Sjevernoeuropskoj Formuli Renault 2.0 i Toyota Racing Series prvenstvu. Naslov u Europskoj Formuli 3 osvojio je 2017. U Formuli 1 se natječe od 2019., a prvu pobjedu ostvario je na Velikoj nagradi Miamija 2024. godine.

## Početak utrkivanja
Nakon što je u početku razvio interes za motociklizam, Landova se pažnja s dva kotača prebacila na četiri nakon što je otac odveo njega i brata da gledaju utrku British Super 1 National Kart prvenstva u kartingu na svojoj lokalnoj stazi Clay Pigeon.

### Karting
Norris se kartingom počeo baviti kada mu je bilo sedam godina, a u dobi od sedam godina pristupio je B.R.M.-u, maloj momčadi na Clay Pigeonu
gdje se utrkivao. Godine 2008. s devet godina odvozio je svoje prvo prvenstvo u kartingu - Super 1 National Comer Cadet Championship, gdje je skupio 191 bod, što mu je bilo dovoljno za 35. mjesto u ukupnom poretku vozača. Prvi veći uspjeh ostvario je 2010. u istoj kategoriji, kada je skupio 520 bodova, što mu je bilo dovoljno za 3. mjesto. Godine 2012. osvojio je 2. mjesto u Super 1 National Rotax Mini Max Championship kategoriji iza prvaka Connora Millsa, 3. mjesto u Copa Campeones Trophy KF3 kategoriji, a u Formula Kart Stars - Mini Max kategoriji osvojio je prvi naslov u kartingu.
Godina 2013. bila je najbolja u Norrisovoj kartinškoj karijeri. Nakon što je osvojio 2. mjesto u WSK Super Master Series - KFJ prvenstvu, Norris je osvojio naslove u tri različite kategorije: CIK-FIA International Super Cup - KFJ, WSK Euro Series - KFJ, i CIK-FIA European KF-Junior prvenstvu. Posljednje 2014. osvojio je 3. mjesto u CIK-FIA European KF prvenstvu za momčad Ricky Flynn Motorsport i još jedan naslov prvaka u CIK-FIA World Championship - KF prvenstvu vozeći za istu momčad.

### Ginetta Junior prvenstvo
Norris je 2014. nastupao još u kartingu, ali se iste godine natjecao u Ginetta Junior prvenstvu. Natjecao se za momčad HHC Motorsport u bolidu Ginetta G40J, a momčadski kolege su mu bili James Kellett i William Taylforth. Sezona se sastojala od 20 utrka - 10 rundi po dvije utrke na svakoj od njih. Na prvoj utrci prve runde 29. ožujka na Brands Hatchu, Norris je osvojio prve bodove. Prvo postolje osvojio je na prvoj utrci druge runde 19. travnja na stazi Donington Park. Na stazi Croft 29. lipnja, Norris je stigao do svoje prve pobjede. Ukupno je ostvario četiri pobjede i još sedam postolja, te osam pole positiona. S 432 boda osvojio je 3. mjesto u ukupnom poretku vozača, iza prvaka Jacka Mitchella i viceprvaka - momčadskog kolege Jamesa Kelletta.

### Formula 4
Lando Norris se 2015. natjecao u četiri kategorije Formule 4, a debitirao je u jednosjedu u MSA Formula prvenstvu.

#### MSA Formula prvenstvo
Sezona MSA Formula prvenstva se sastojala od 10 rundi po 3 utrke na svakoj od njih, odnosno ukupno 30 utrka. Norris se natjecao za momčad Carlin u bolidu Mygale F4 s Ford EcoBoost 1.6 motorom, a momčadski kolege su mu bili Colton Herta i Petru Florescu. Na prvoj utrci prve runde na Brands Hatchu, Britanac je stigao do prve pobjede u sezoni, a drugu pobjedu je upisao na trećoj utrci na istoj stazi. Na trećoj rundi na Thruxtonu, Norris dolazi do treće pobjede i još jednog postolja, a isti rezultat ostvaruje i na Oulton Parku, koji je bio četvrta runda MSA Formula prvenstva ove sezone. Nakon četvrtog pole positiona u sezoni na stazi Croft, Norris prvi put nije završio utrku, a na trećoj utrci na istoj stazi osvojio je drugo mjesto. Još dva druga mjesta osvaja na šestoj rundi na Snettertonu. Na stazama Knockhill i Rockingham upisuje dvije pobjede i još jedno drugo mjesto, a isti rezultat ostvaruje na posljednje dvije runde na stazama Silverstone i Brands Hatch. S 413 bodova, Norris je osvojio naslov prvaka ispred Rickyja Collarda s 371 bodom.

#### ADAC Formula 4
S obzirom na to se 2015. posvetio MSA Formuli prvenstvu, Norris se u ostalim kategorijama Formule 4 natjecao tek privremeno, uključujući i ADAC Formulu 4. Nastupao je za momčad ADAC Berlin-Brandenburg u bolidu Tatuus F4-T014 s Abarthovim motorom. Momčadski kolege su mu bili: Benjamin Mazatis, Robert Švarcman, David Beckmann, Mike David Ortmann, Thomas Preining i Yan Leon Shlom. Na prve dvije runde na Oscherslebenu i Red Bull Ringu, odnosno ukupno šest utrka, Norris nije nastupio. Natjecanju se pridružio na trećoj rundi na Spa-Francorchampsu, gdje je ostvario pobjedu i jedno postolje. Četvrtu rundu na Lausitzu je preskočio, a na petoj rundi na Nürburgringu osvaja još dva postolja. Utrke na Sachsenringu i još jednom na Oscherslebenu je preskočio, a na posljednjoj osmoj rundi na Hockenheimringu je upisao još dva postolja. Ukupno je odvozio 8 od 24 utrke, te osvojio 131 bod, što mu je bilo dovoljno za 8. mjesto u ukupnom poretku vozača.

#### Talijanska Formula 4
Jednako kao i u ADAC Formuli 4, Lando je i u Talijanskoj Formuli 4 2015., nastupao tek povremeno. Sezona se sastojala od sedam rundi, s po tri utrke na svakoj od njih, a Norris se u momčadi Kfzteile24 Mücke Motorsport, natjecanju pridružio na drugoj rundi, koja se vozila na Monzi 30. i 31. svibnja. U tri utrke upisao je odustajanje, peto mjesto i postolje. Nakon što je preskočio treću rundu na Imoli, vratio se na Mugellu, gdje je osvojio bodove u dvije utrke. Utrku na stazi Adria opet preskače, a vraća se na šestu rundu - još jednom na Imoli, gdje osvaja po jedno četvrto i peto mjesto u tri utrke. Imola je bila posljednja utrka na kojoj je Britanac nastupio, jer ga na zadnjoj rundi na Misanu još jednom nije bilo. S osvojenim 51 bodom, Norris je zauzeo 11. mjesto u ukupnom poretku vozača.

#### BRDC Formula 4
BRDC Formula 4 Autumn Trophy prvenstvo je bilo posljednje u kojem je Norris sudjelovao 2015. Sezona se sastojala od samo dvije runde na stazama Snetterton i Brands Hatch, a na svakoj od njih su se vozile čak četiri utrke. Norris na Snettertonu nije vozio, a na Brands Hatchu je nastupio za momčad HHC Motorsport. Na prvoj utrci na Brands Hatchu koja se vozila 14. studenog, Britanac je osvojio pole position i pobjedu. Norris je bio pobjednik i druge utrke, a na trećoj i četvrtoj utrci na Brands Hatchu je osvojio dva 2. mjesta. Ukupno je osvojio 128 bodova i 5. mjesto u konačnom poretku vozača.

## Formula 2

### Campos (2017.)
2017.

### Carlin (2018.)
2018.

## Rezultati
| Sezona                               | Prvenstvo                        | Momčad            | Šasija            | Motor                        | Utrke | Pobjede | Podiji | Bodovi | Plasman |
| ------------------------------------ | -------------------------------- | ----------------- | ----------------- | ---------------------------- | ----- | ------- | ------ | ------ | ------- |
| 2014.                                |                                  |                   |                   |                              |       |         |        |        |         |
| Ginetta Junior prvenstvo             | HHC Motorsport                   | Ginetta G40J      | Ford              | 20                           | 4     | 11      | 432    | 3.     |         |
| 2015.                                |                                  |                   |                   |                              |       |         |        |        |         |
| MSA Formula prvenstvo                | Carlin                           | Mygale F4         | Ford EcoBoost 1.6 | 30                           | 8     | 15      | 413    | 1.     |         |
| ADAC Formula 4                       | ADAC Berlin-Brandenburg          | Tatuus F4-T014    | Abarth            | 8                            | 1     | 6       | 131    | 8.     |         |
| Talijanska Formula 4                 | Kfzteile24 Mücke Motorsport      | Tatuus F4-T014    | Abarth 414TF      | 9                            | 0     | 1       | 51     | 11.    |         |
| BRDC Formula 4 Autumn Trophy         | HHC Motorsport                   | Tatuus F4-016     | Cosworth          | 4                            | 2     | 4       | 128    | 5.     |         |
| 2016.                                |                                  |                   |                   |                              |       |         |        |        |         |
| Eurocup Formula Renault 2.0          | Josef Kaufmann Racing            | Renault FR 2.0-10 | Renault F4R 832   | 15                           | 5     | 12      | 253    | 1.     |         |
| Sjevernoeuropska Formula Renault 2.0 | Josef Kaufmann Racing            | Tatuus FR2.0/13   | Renault F4R 832   | 15                           | 6     | 11      | 316    | 1.     |         |
| Toyota Racing Series                 | M2 Competition                   | Tatuus FT-50      | Toyota 2ZZ-GE     | 15                           | 6     | 11      | 924    | 1.     |         |
| Britanska Formula 3                  | Carlin                           | Tatuus F4-016     | Cosworth          | 1                            | 4     | 8       | 247    | 8.     |         |
| FIA Europska Formula 3               | Carlin                           | Dallara F312      | Cosworth          | 3                            | 0     | 0       | 0*     | −      |         |
| 2017.                                |                                  |                   |                   |                              |       |         |        |        |         |
| FIA Europska Formula 3               | Carlin                           | Dallara F317      | Volkswagen        | 30                           | 9     | 20      | 441    | 1.     |         |
| FIA Formula 2 prvenstvo              | Campos Racing                    | Dallara GP2-11    | Renault 4.0 V8    | 2                            | 0     | 0       | 0      | 25.    |         |
| 2018.                                |                                  |                   |                   |                              |       |         |        |        |         |
| FIA Formula 2 prvenstvo              | Carlin                           | Dallara F2 2018   | Mecachrome V6     | 24                           | 1     | 9       | 219    | 2.     |         |
| WeatherTech SportsCar                | United Autosports                | Ligier JS P217    | Gibson 4.2        | 1                            | 0     | 0       | 18     | 58.    |         |
| 2019.                                | FIA Svjetsko prvenstvo Formule 1 | McLaren F1 Team   | McLaren MCL34     | Renault E-Tech 19 V6 t h 1.6 | 21    | 0       | 0      | 49     | 11.     |
| 2020.                                | FIA Svjetsko prvenstvo Formule 1 | McLaren F1 Team   | McLaren MCL35     | Renault E-Tech 20 V6 t h 1.6 | 17    | 0       | 1      | 97     | 9.      |
| 2021.                                | FIA Svjetsko prvenstvo Formule 1 | McLaren F1 Team   | McLaren MCL35M    | Mercedes V6 t h 1.6          | 22    | 0       | 4      | 160    | 6.      |
| 2022.*                               | FIA Svjetsko prvenstvo Formule 1 | McLaren F1 Team   | McLaren MCL36     | Mercedes V6 t h 1.6          | 13    | 0       | 1      | 76     | 7.      |

* U tijeku.

## Vanjske poveznice
- Lando Norris - Driver Database
- Lando Norris - Stats F1